# Władimir Gałajba
Władimir Aleksiejewicz Gałajba, ros. Владимир Алексеевич Галайба (ur. 27 lipca 1960 w Azowie, w obwodzie rostowskim, Rosyjska FSRR) – rosyjski piłkarz, grający na pozycji pomocnika lub napastnika.

## Kariera piłkarska

### Kariera klubowa
Wychowanek Szkoły Sportowej nr 3 w Azowie oraz Internatu Sportowego w Rostowie nad Donem. W 1976 rozpoczął karierę piłkarską w klubie Rostsielmasz Rostów nad Donem. W 1977 został zaproszony do Torpeda Moskwa, w którym występował przez 7 sezonów. W latach 1985–1986 służył w wojskowym SKA Rostów nad Donem, a potem powrócił do Torpeda Moskwa. W 1988 roku przeszedł do Kuzbassu Kemerowo. W 1989 do lata grał w drugoligowym zespole Zorki Krasnogorsk, a potem wyjechał do Szwecji. Tam podpisał kontrakt z IFK Luleå, w którym zakończył karierę piłkarza w roku 1998.

### Kariera reprezentacyjna
Do 1978 bronił barw juniorskiej reprezentacji ZSRR.

## Sukcesy i odznaczenia

### Sukcesy piłkarskie
reprezentacja ZSRR U-18
- mistrz Europy U-18: 1978

Torpedo Moskwa
- finalista Pucharu ZSRR: 1982

### Odznaczenia
- tytuł Mistrza Sportu ZSRR: 1978